# John H. Garvey
John Hugh Garvey (Sharon (Pensilvania), Estados Unidos de América, 28 de septiembre de 1948) es el 15º presidente de la Universidad Católica de América.

## Estudios
John H. Garvey obtuvo el Bachelor of Arts en la Universidad de Notre Dame y, posteriormente, el Juris Doctor en la facultad de derecho de Harvard.

## Trayectoria académica
Ha sido catedrático en la facultad de derecho de la Universidad de Kentucky, profesor visitante en la facultad de derecho de la Universidad de Míchigan, y decano de la facultad de derecho de Boston College, hasta ser elegido presidente de la Universidad Católica de América en 2010.